# العدلية (البحرين)
العدلية حي بوهيمي في المنامة عاصمة مملكة البحرين.
المنطقة متعددة الثقافات ومزدحمة وسكنية وتجارية وثقافية وترفيهية تعتبر أحد أربع مراكز الحياة الليلية في المنامة. في السنوات القليلة الماضية تحولت العديد من المنازل القديمة إلى معارض فنية ومقاهي ومطاعم راقية مما يتم اعتبرها بأنها منطقة برجوازية.
نتيجة للنمو في هذا المجال فإن العدلية مكان تجمع المقاهي والمعارض الفنية والبارات والحانات والنوادي والمطاعم بما في ذلك الأماكن الشعبية مثل بي جاي وجاي جاي وليلو وكاندل. استطاعت العدلية جذب العديد من السياح المحليين والمقيمين.
انتشار فتيات الليل و المومسات في الساعات المتأخرة هي أحد أبرز المظاهر التي يلاحظها و يشاهدها الزائر أو السائح في المقاهي و النوادي الليلية في ذلك الحي الصاخب.

## المعارض الفنية
المنطقة معقل المعارض الفنية في البحرين. تشمل المعارض البارزة في المنطقة معرض البارح الفني ومعرض الرواق الفني ومعهد كالابافان وغيرها.

## أعلام
- غايان دي سيلفا